# Cairenn
Cairenn Chasdub; ("Cairenn ricci-neri") fu, secondo la leggenda e la tradizione storica irlandese medievale, la figlia di Sachell Balb, re dei Sassoni, la seconda moglie del re supremo d'Irlanda Eochaid Mugmedon, e la madre di Niall dei Nove Ostaggi.

## Biografia
Quando era incinta di Niall, la prima moglie di Eochaid, Mongfind, era gelosa e la costrinse a eseguire lavori pesanti, sperando di farle abortire. Cairenn partorì accanto a un pozzo mentre attingeva acqua e, per paura di Mongfind, lasciò il bambino esposto agli uccelli. Ma il bambino fu salvato e allevato da un poeta chiamato Torna. Quando il bambino, Niall, crebbe, tornò a Tara, sollevò sua madre dal lavoro e divenne lui stesso Re Supremo.
Date le date di Niall (si suppone che sia morto tradizionalmente intorno alla fine del V secolo, anche se gli storici moderni lo collocano mezzo secolo dopo), è anacronistico che sua madre sia stata una sassone. O'Rahilly sostiene che il nome Cairenn deriva dal nome latino "Carina" e che sia plausibile che potesse essere stata una romano-britannica. Coerentemente, Geoffrey Keating la descrive non come una sassone ma come la "figlia del re di Gran Bretagna".